# .tel
.tel ist eine generische Top-Level-Domain (gTLD), die seit dem 1. März 2007 existiert und vom Londoner Unternehmen Telnic Ltd. verwaltet wird. Im Gegensatz zu anderen Domains sind .tel-Adressen nicht dazu gedacht, eine Website erreichbar zu machen, sondern ausschließlich zur Darstellung von Kontaktdaten des Inhabers.

## Geschichte
Die Einführung von .tel als 19. generische Domain wurde im März 2007 verkündet. Anschließend haben die Internet-Verwaltung ICANN und die Vergabestelle Telnic einen Vertrag ausgehandelt, indem es vor allem Differenzen über die Freigabe von Whois-Daten gab. Diese führten zu einer fast einjährigen Verzögerung beim Start von .tel.
Die Top-Level-Domain wurde am 3. Dezember 2008 eingeführt. Zunächst konnten sich Inhaber eingetragener Marken im Rahmen der sogenannten Sunrise Period ihre Rechte an neuen Adressen sichern, bevor am 3. Februar 2009 um 15 Uhr (GMT) die öffentliche Vergabe (genannt Landrush Period) gestartet wurde. Bei fast allen Registraren war zunächst nur die Registrierung für einen Zeitraum von mindestens drei Jahren möglich.
In den ersten zwei Monaten wurden insgesamt etwa 200.000 .tel-Domains registriert, jedoch erreicht die Domain nicht annähernd die Popularität anderer generischer Endungen wie .com, .net oder .info. Im Zuge der Öffnung zahlreicher Adressen für reine Zifferndomains gab es mehrfach Kritik an .tel und Telnic, da die Domain dadurch eigentlich nicht mehr notwendig ist und die Behinderung reiner Zifferndomains ein wesentliches Kriterium für die Einführung von .tel war.

## Eigenschaften
Insgesamt darf eine .tel-Domain zwischen drei und 63 Zeichen lang sein. Die Verwendung von Sonderzeichen ist möglich, mit Ausnahme des Bindestrichs an erster, letzter sowie dritter und vierter Stelle. Seit September 2013 können auch Domains registriert werden, die ausschließlich Zahlen beinhalten (sogenannte Zifferndomains). Voraussetzung ist allerdings, dass sie mindestens acht statt drei Zeichen lang sind. Im November 2013 äußerte sich die International Telecommunication Union besorgt über die juristischen Auswirkungen dieser Änderung, möglicherweise sind derartige Adressen nicht kompatibel mit dem E.164-Standard.
Die Konnektierung einer Domain erfolgt in Echtzeit und benötigt durchschnittlich nur wenige Stunden. Anders als bei allen anderen Top-Level-Domains können aufgrund der besonderen Funktion von .tel-Domains keine individuellen Nameserver verwendet werden. Seit dem 13. März 2017 wurde jedoch diese Einschränkung aufgehoben, wodurch individuelle Nameserver verwendet werden können.
Inhaber einer .tel-Domain können diverse Angaben wie zum Beispiel Rufnummern für Telefon und Fax, ihre E-Mail-Adresse, Anschrift oder den Skype-Namen hinterlegen, der dann auf einer stets einheitlich gestalteten Seite dem Besucher dargestellt wird. Zwar lassen sich die Farben anpassen und seit Februar 2011 auch eigene Bilder auf einer .tel-Seite verwenden, jedoch nicht die Reihenfolge der dargestellten Kontaktdaten und das Layout der Seite ändern. Für mobile Endgeräte wie Smartphones existiert eine speziell optimierte Ansicht von .tel-Websites.